# Carina Melchior
Carina Melchior er en dansk kvinde, der var i koma efter en trafikulykke, som hun vågnede af. Dokumentarfilm Pigen der ikke ville dø, skildrede forløbet og viste at hospitalet og familien diskuterede organdonation.
Sagen skabte debat.
Melchior var søndag den 16. oktober 2011 kørt galt i en soloulykke i bil på Rosenholmvej ved Rosenholm Slot. Strækningen havde intet autoværn. Ved ulykken slog hun hovedet alvorligt.
Hun kom i behandling på Aarhus Universitetshospital, hvor hun lå i dyb koma, og hvor lægerne skønnede, at hendes tilstand var så dårlig at hun næppe ville overleve.
Hospitalet begyndte at diskutere organdonation med familien.
Mod lægernes forventning vågnede hun.
Hun var dog hjerneskadet i sådan en grad, at hun kom til genoptræning på Hammel Neurocenter. Herefter flyttede hun til Rehab Syd og derefter til behandlingscentret Østerskoven i Hobro.
I april 2013 var hun kommet sig så meget at hun gennemførte et motionsløb omkring Søndersø i Viborg og var i stand til at cykle og ride på hest.
Familien klagede over forløbet af Carina Melchiors behandling, og hospitalet anmeldte sagen til Patientforsikringen for at give hende mulighed for erstatning. Patientforsikringen fik udarbejdet en speciallægeerklæring, og i Vagn Eskesens rapport lød det, at der højst sandsynligt var tale om en fejlmåling af trykket i patientens hoved. Havde Melchior haft et så højt tryk, ville det ifølge vurderingen under behandlingen kunne give uoprettelige hjerneskader.
I 2013 tildelte Patientforsikringen Melchior en erstatning på 552.000 kroner.
I oktober 2013 sigtede Østjyllands Politi lægen i sagen efter autorisationslovens paragraf 75. Politiet kunne dermed afbryde forældelse i sagen, mens de afventede en rapport fra Retslægerådet.

## Tv-dokumentar og debat
Carina Melchiors forløb er skildret i to dokumentarfilm produceret af DR; Pigen der ikke ville dø og Pigen der ikke ville dø - 1 år efter, begge tilrettelagt af Jacob Kragelund.
Den første dokumentarfilms formål var oprindeligt at vise, hvordan et organdonationsforløb foregår og både Aarhus Universitetshospital og familien havde på den baggrund accepteret optagelserne. Da Carina Melchior kom sig, valgte DR at fokusere på hendes usædvanlige historie. Et valg som hospitalet mente, var et tillidsbrud.
Dokumentaren skulle oprindeligt have været sendt i sommeren 2012, men efter at hospitalet mente at kunne påpege store fejl og misforståelser, valgte DR at ændre og udskyde udsendelsen.
Med i gennemsnit 1,4 millioner seere fik dette program, da det endelig blev sendt den 10. oktober 2012, exceptionelt mange seere i forhold til dets genre som dokumentarfilm.
Patienter og læger var bekymrede for, at dokumentarfilmen ville betyde i fald i antallet af mulige organdonorer.
Tal fra oktober 2012 kunne dog vise, at af de 3000 der havde registreret oplysninger i Donorregistret i løbet af ugen efter udsendelsen, havde 500 personer sagt nej til at være organdonorer, mens 2500 var "positive tilkendegivelser".
Tv-dokumentaren fik også Sundhedsminister Astrid Krag til straks at kræve ens retningslinjer i forbindelse med organtransplantationer,
en udmelding der dog blev imødegået fra lægefaglig side.
Læger udtalte, at Carina Melchiors forløb var ekstremt, men medierne kunne efter dokumentarfilmen fremdrage et par andre tilfælde, hvor en patient var anset som døende, men kom sig; blandt andet tilfældet med lokalpolitikeren Rune Viberg.
Efter Carina Melchiors hospitalsophold havde hendes kommune, Syddjurs Kommune, først placeret hende på et plejehjem for ældre.
Det skal ses på baggrund af, at ansvaret for behandling af senhjerneskadede tidligere lå hos amterne, nu efter Kommunalreformen 2007 var flyttet til kommunalt regi. Syddjurs Kommune havde ikke specialister på området, og en speciel genoptræning ville ske på en bekostelig plads hos en anden kommune.
Kommunens valg blev kraftigt kritiseret af familien, og efter medierne tog sagen op, valgte kommunen at flytte Carina Melchior til Østerskoven ved Hobro uden for kommunen.
Pigen der ikke ville dø var blandt fire i 2013 nomineret til Billed-Bladets TV-Guld for bedste TV-dokumentar.